# Sexualpraktik

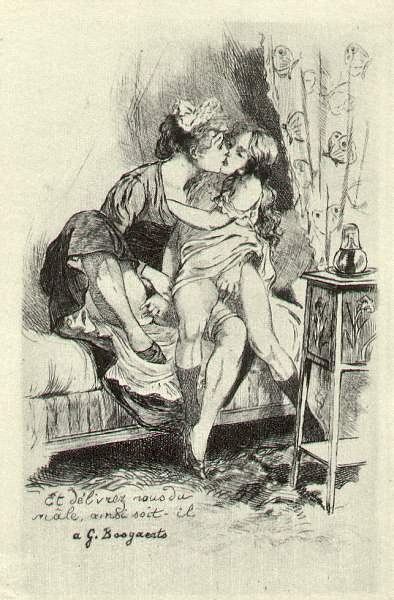
Küsse und gegenseitige Masturbation, Zeichnung von Martin van Maële

Als Sexualpraktik, sexuelle Praktik, Sextechnik oder Sexstellung werden Handlungen und Körperhaltungen bezeichnet, die der sexuellen Lust einer oder mehrerer Personen dienen und meist ausgerichtet sind auf sexuelle Befriedigung (Orgasmus). Darunter fallen nicht nur offensichtlich sexuelle Handlungen wie Stimulationen der Geschlechtsorgane, sondern alles, was für die Beteiligten sexuell erregend ist. Viele Elemente solcher Handlungen können auch in nichtsexuellen Zusammenhängen vorkommen (etwa ein Kuss). Im übertragenen Sinne werden die Bezeichnungen stellenweise auf Vertreter der Tierwelt übertragen (siehe unten).

## Autosexualität, Selbstbefriedigung
Sexuelle Praktiken, die eine einzelne Person ausübt, werden als Autosexualität oder Selbstbefriedigung zusammengefasst (auch Masturbation, Onanie oder Ipsation). Selbstbefriedigung im Allgemeinen kann auch unter Zuhilfenahme der verschiedensten Gegenstände (etwa Sexspielzeug) durchgeführt werden.

## Sexuelle Praktiken zwischen zwei oder mehr Personen

Oralverkehr, Lithografie von Francesco Hayez

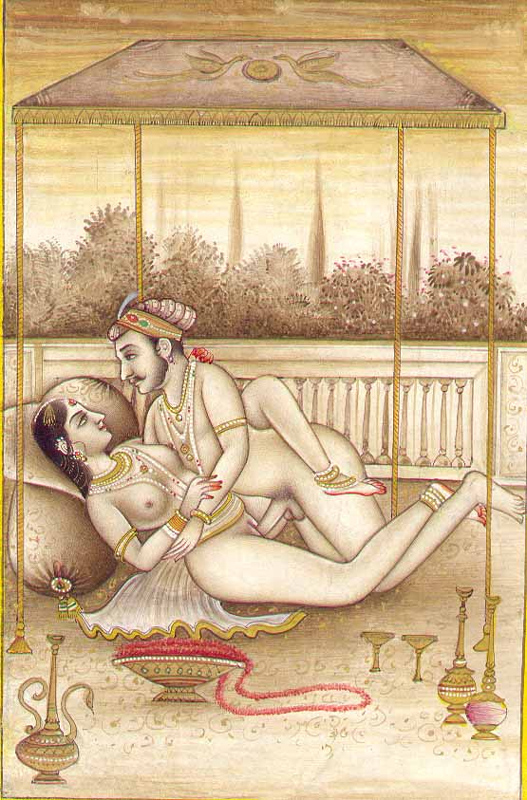
Darstellung des Geschlechtsverkehrs als Missionarsstellung in einer Illustration zum altindischen Erotik-Lehrwerk Kamasutra (Nordindien, 19. Jh.)

Sexuelle Praktiken zwischen zwei (verschieden- oder gleichgeschlechtlichen) Personen umfassen die Stimulation der erogenen Zonen sowie des gesamten Körpers (Stimulation der primären und sekundären Geschlechtsorgane) sowie die verschiedensten Formen von Geschlechtsverkehr. Die Bezeichnung Geschlechtsverkehr meint je nach Gebrauch entweder sexuelle Praktiken, bei denen ein oder mehrere primäre Geschlechtsorgane beteiligt sind, Penetration durch den Penis (vaginal, anal, oral) oder nur den vaginalen Geschlechtsverkehr. Verschiedene Formen körperlichen Streichelns und Stimulierens, die bewusst darauf angelegt sind, sexuelle Erregung hervorzurufen, die aber den Koitus nicht einbeschließen, bezeichnet man als Petting, das Gleiche gilt für den Frot als Praktik, die zwischen zwei Männern eine Alternative zum Analverkehr darstellt.
Dazu kommen Praktiken, welche nicht per se sexuell sein müssen, aber von den Beteiligten als sexuell stimulierend empfunden werden, aktive wie Rollenspiele, Verkleidungen, eine beabsichtigte Verzögerung oder Beschleunigung sexueller Handlungen (etwa beim Quickie), Ortswechsel, auditive Stimulationen wie der Dirty Talk, und passive visuelle oder audiovisuelle Stimulationen (etwa Striptease-Clubs, Pornofilme).
Jegliche Formen sexueller Belästigung, sexuellen Missbrauchs und Vergewaltigung sind davon abzugrenzen.

### Manuelle Stimulation
Hierbei werden die Geschlechtsteile des Partners mit der Hand oder den Händen stimuliert. Möglich sind Petting oder mutuelle Masturbation, bei Frauen eine Yoni-Massage und bei Männern ein Handjob oder eine Prostatamassage. Die Vorlieben für die jeweilige Art der Berührung sind individuell sehr unterschiedlich.
Das Einführen der ganzen Hand in Vagina oder Rektum wird auch als Fisting bezeichnet. Es wird sowohl homo-, hetero- als auch autosexuell praktiziert.

### Oral
Als Oralverkehr (auch „französischer“ Sex genannt) wird Geschlechtsverkehr mit Mund und Zunge bezeichnet. Die Kombination Mund/Penis hat den Namen Fellatio (auch als „Blasen“ oder englisch blowjob umschrieben), bei Mund/Klitoris oder Mund/Vulva wird von Cunnilingus gesprochen. Bei der Fellatio kann das beim Orgasmus ejakulierte Sperma vom Partner im Mund aufgenommen und eventuell geschluckt werden. Eine gleichzeitige gegenseitige orale Stimulation nennt sich umgangssprachlich Stellung 69, wobei der Name die entgegengesetzte Körperausrichtung der Beteiligten andeutet. Der Anilingus stellt eine Sonderform des Oralverkehrs dar, bei welcher der Anus des Partners oral stimuliert wird. Beim Teabagging sind entsprechend die Hoden des Mannes das Ziel.

### Vaginal
Beim Vaginalverkehr wird der Penis des Mannes in die Vagina der Frau eingeführt. Er kann in verschiedenen Stellungen (Missionarsstellung, Flanquette, a tergo („Hündchenstellung“ und „Löffelchenstellung“), in Reitstellung u. v. m.) praktiziert werden.

### Anal

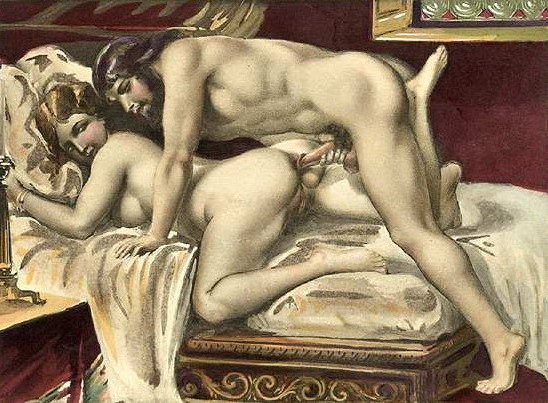
Analverkehr, Gemälde von Paul Avril

„Analverkehr“ bezeichnet Geschlechtsverkehr, bei dem der Penis in den Enddarm des Partners, also durch den Anus eingeführt wird. Mit zunehmender sexueller Erregung ist eine vermehrte Entspannung der ringförmigen Muskulatur um den Anus möglich. Analverkehr ist sowohl zwischen Mann und Frau als auch zwischen Mann und Mann möglich und kann wie Vaginalverkehr in verschiedenen Positionen praktiziert werden.
Eine Sonderform des Analverkehrs stellt das Pegging dar, dabei wird der aktive Part durch die Frau mit Hilfe eines Dildos übernommen. Pegging kann sowohl in lesbischen als auch in heterosexuellen Beziehungen praktiziert werden.

### Sexualpraktiken mit Fokus auf bestimmte Körperteile
- Mammalverkehr: Verkehr mit Fokus auf die weibliche Brust
- Schenkelverkehr: Verkehr unter Zuhilfenahme der Oberschenkel
- Tribadie: das Aneinanderreiben der Schamlippen und der Klitoris unter Frauen (Vulva-Vulva)

Brustwarzen, Ohrläppchen und die Gehörgänge vieler Menschen sind sehr erogen. Ihre mechanische, taktile oder orale Stimulation kann bis zum Orgasmus führen. Gerade die Brustwarzen verändern sich dabei merklich, indem sie sich verfärben, zusammenziehen und/oder erigieren.

### Sexuelle Praktiken ohne physischen Kontakt

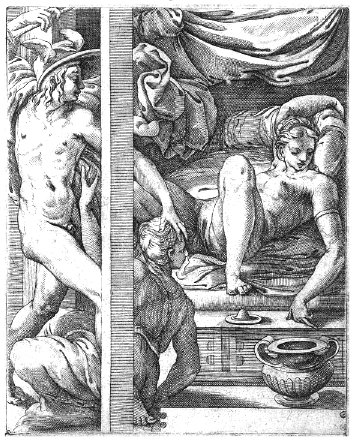
Voyeurismus basiert allein auf der Lust des Anschauens – Merkur und Herse, Grafik von Gian Giacomo Caraglio

- Cybersex
- Exhibitionismus
- Telefonsex
- Voyeurismus

### Sonstige Sexualpraktiken
- BDSM
- Harnröhrenstimulation
- Dogging
- Gruppensex
- Urethralverkehr
- Karezza
- Tease and Denial

## Paraphilien und Fetischismen (Auswahl)
Die folgenden sexuellen Praktiken werden bei bestimmten Paraphilien und Fetischismen, aber auch bei den entsprechenden sexuellen Präferenzen, die nicht pathologisch sind, ausgeübt. Soweit weitere Personen an den Praktiken beteiligt sind, finden diese normalerweise in gegenseitigem Einvernehmen mit den jeweiligen Partnern statt, sie beruhen auf Freiwilligkeit:
- Autonepiophilie (Sex mit Windeln und Babykleidung)
- Koprophilie (sexueller Lustgewinn durch menschlichen Kot oder dessen Ausscheidung)
- Urophilie (sexuelle Vorliebe für Urin)

Der Frotteurismus stellt eine besondere Form der Autosexualität dar.

### Nicht auf (lebende) Menschen gerichtet
- Objektsexualität (emotionale und sexuelle Hingezogenheit zu Gegenständen, die oft sexuelle Handlungen mit dem nichtlebenden Liebesobjekt einschließt)[6]
- Nekrophilie (sexuelle Aktivitäten jeglicher Art mit Leichen)
- Zoophilie (sexuell ausgerichtete Begierde zu Tieren)

## Stimulantien
Seit alters werden zur Intensivierung des sexuellen Genusses in verschiedenen Kulturen Aphrodisiaka benutzt. Als aphrodisierend gelten viele Speisen und Gewürze (etwa Sellerie, Zwiebeln, Chili, Kakao, Zimt oder Vanille), Duftsubstanzen und Räucherwerk sowie Rauschsubstanzen und Drogen (etwa Alkohol, Cannabis oder Opium). Moderne Drogen, denen eine aphrodisierende Eigenschaft zugesprochen wird, sind etwa Poppers, Kokain und Ecstasy. Neben gesundheitsgefährdenden Auswirkungen können Drogen aber auch zu einer Einschränkung oder zum Verlust der sexuellen Erregung führen und damit als Anaphrodisiakum wirken. Die Darstellung sexueller Praktiken, die sich ebenfalls seit alters in Abbildungen, Skulpturen und erotischen Erzählungen vieler Kulturen zeigen, gehören wie die moderne Pornografie ebenfalls zu den sexuellen Stimulanzien.

## Moral und gesellschaftliche Norm
Die Bewertung sexueller Praktiken ist kulturabhängig. So wurde in der westlichen Welt lange Zeit allein der Vaginalverkehr, teilweise nur in bestimmten Stellungen, als „normal“ akzeptiert. Die meisten anderen sexuellen Praktiken galten als Perversionen, also Entartungen. Sie wurden tabuisiert und teilweise sogar per Gesetz verboten.
Inzwischen gelten in Europa weitgehend nur noch vereinzelte gesetzliche Verbote für sexuelle Praktiken, die nicht auf Freiwilligkeit beruhen, weil sie das Prinzip der sexuellen Selbstbestimmung verletzen. Eine darüber hinausgehende staatliche Regulierung widerspricht dem verfassungsrechtlichen Verständnis der allgemeinen Handlungsfreiheit und in den meisten europäischen Rechtsordnungen gilt es als völlig unzulässig, Gesetze hierzu zu erlassen.
In Deutschland sind derzeit folgende sexuelle Praktiken verboten (vgl. Sexualstrafrecht):
- sexuelle Handlungen an Leichen (siehe auch Nekrophilie)
- Inzest
- Sexueller Missbrauch
- Sexuelle Belästigung,[7] Sexueller Übergriff, Sexuelle Nötigung und Vergewaltigung, gleich welchen Geschlechts die Beteiligten sind und gleich ob sie verheiratet, verlobt oder verpartnert sind
- Exhibitionismus ist meist nur Männern verboten und sofern sie damit jemanden belästigen
- sexuelle Handlungen in der Öffentlichkeit (auch „Erregung öffentlichen Ärgernisses“ genannt), sie werden allerdings in der Regel nur auf Antrag verfolgt

Sexuelle Handlungen mit/an Tieren (Zoophilie) sind entgegen landläufiger Meinung in Deutschland keine Straftat (Delikt), sondern werden als Ordnungswidrigkeit verfolgt. Geht die sexuelle Handlung jedoch mit Schmerz oder Leid für ein Wirbeltier einher, verstößt diese Tierquälerei gegen das Tierschutzgesetz und ist eine Straftat.
Die Bezeichnung „Perversion“ ist in den letzten Jahren zunehmend durch den neutraleren Ausdruck „Paraphilie“ oder „sexuelle Devianz“ abgelöst worden. Auch wird nicht mehr jede „anomale“ sexuelle Praktik als Devianz eingestuft. Eine Devianz liegt demnach nur noch vor, wenn eine bestimmte sexuelle Praktik notwendig zur sexuellen Befriedigung geworden ist (vergleiche Fetisch) oder sie das normale soziale Funktionieren einer Person behindert.

## Sexuelle Praktiken bei Tieren

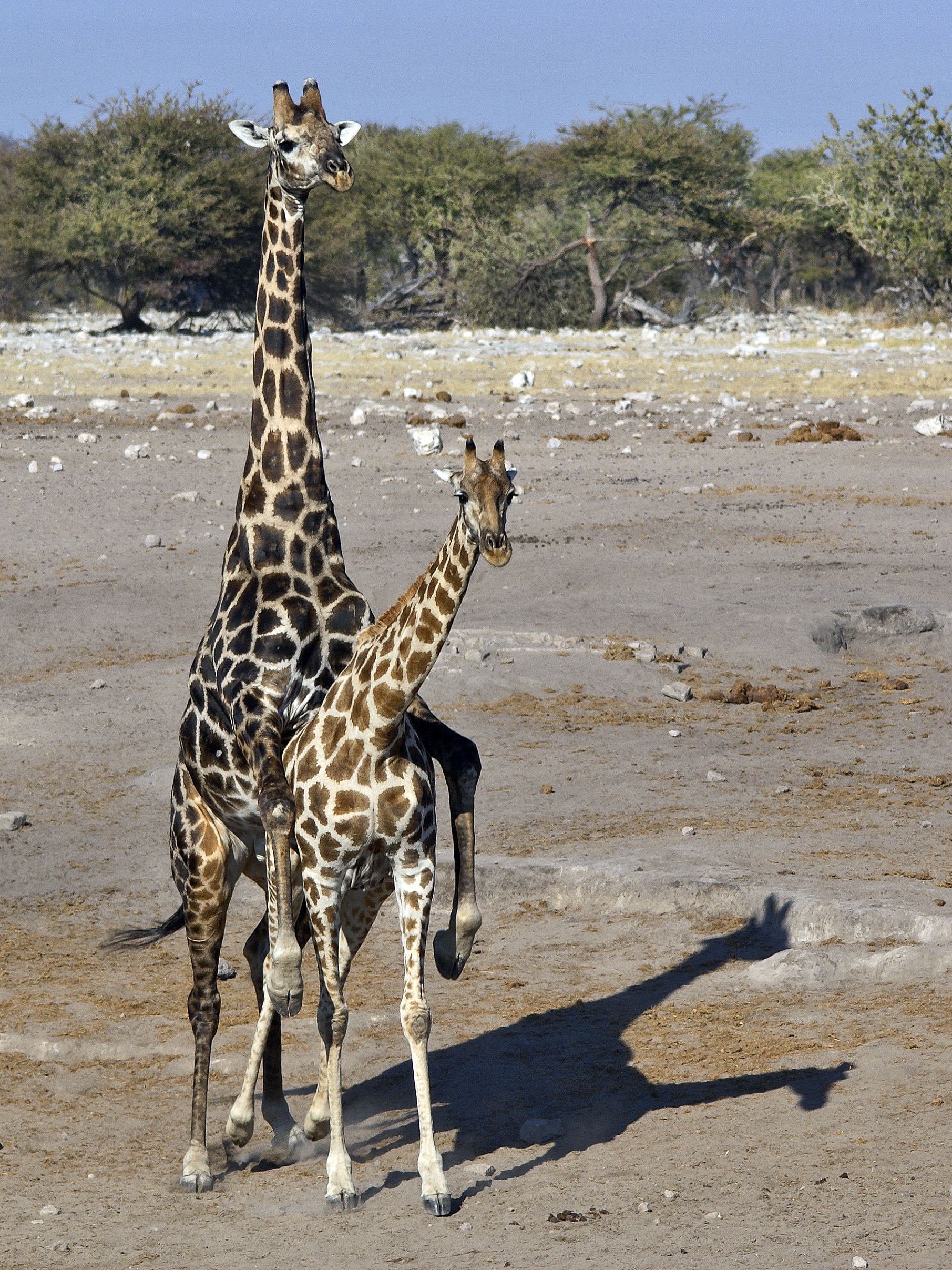
Giraffen bei der Kopulation

Betrachtet man die gesamte Klasse der Säugetiere, sind fortpflanzungsorientierte Techniken am verbreitetsten, also im weiteren Sinne Balzrituale und im engeren Sinn der vaginale Geschlechtsverkehr in der A-tergo-Stellung. Evolutionsforscher bewerten die selten beobachtete Missionarsstellung (Gesicht zu Gesicht; Stellung, die mit dem aufrechten Gang des Menschen in Verbindung stünde) teilweise als progressives Spezifikum, da sich bei der Zuwendung der Gesichter leichter die Emotionen des Partners erkennen lassen und entsprechende Reaktionen möglich sind. Die Missionarsstellung findet sich vereinzelt auch im Tierreich bei den Menschenaffen, insbesondere unter den Bonobos.
Häufig kommt bei Säugetieren ein oraler Kontakt mit Geschlechtsteilen und Afterbereich vor. Biologen haben außerdem ein gewisses Maß an homosexueller Praxis bei allen beobachteten verschiedengeschlechtlichen Arten festgestellt, manchmal als Ersatzhandlung bei Mangel an paarungsbereiten gegengeschlechtlichen Individuen. So versuchen sich paarungsbereite Stiere bei Mangel an Kühen zuweilen gegenseitig zu besteigen. Bei manchen Affenarten ist die eigene sowie gegenseitige Stimulation der Geschlechtsteile üblich – unabhängig davon, ob das andere Tier fremd- oder gleichgeschlechtlich ist, etwa bei den Bonobos. Es gibt mittlerweile zahlreiche Beobachtungen und Belege darüber, dass das Sexualleben bei vielen Tierarten äußerst kreative Komponenten hat, mitunter kurios anmutende: so die nasale Penetration bei Delfinen oder bei der Vogelart Büffelweber die Stimulation der Genitalien des Weibchens durch das Männchen mit Hilfe eines speziellen Pseudophallus (unechter Phallus) aus Bindegewebe, der nicht der Spermienübertragung dient.